# Пушкин, Василий Никитич
Васи́лий Ники́тич Пу́шкин «Ус» (ок. 1596— 1649) — московский дворянин и стольник, полковой и городовой воевода.

## Биография
Представитель средней ветви дворянского рода Пушкиных. Младший сын окольничего Никиты Михайловича Пушкина (ум. 1622) и внук Михаила Фёдоровича Пушкина. Старшие братья — Михаил, Иван Лайко и Даниил. Двоюродный брат окольничего и воеводы Бориса Ивановича Пушкина (ум. 1659).
В 1601 году царь Борис Годунов отправил в ссылку могущественный род Романовых, а вместе с ними и их родственников и приверженцев — князей Сицких, Черкасских и др. В опалу также попал и Евстафий Михайлович Пушкин вместе со своим племянником Василием Никитичем. После смерти Бориса Годунова и прихода к власти Лжедмитрия I многие опальные вельможи и дворяне, среди которых был и Василий Пушкин, были возвращены из ссылки.
17 мая 1625 года во время приёма царём Михаилом Фёдоровичем персидского посла, при приглашении последнего к «столу» Василий Пушкин был назначен вместе со стольниками «в кривой стол пить носить».
7 марта 1627 года царское правительство, ожидавшее нападения войска крымского хана на южнорусские земли, назначило полковых воевод на степной границе. Первым «большим воеводой» в Пронск был назначен Василий Пушкин. 1 апреля воеводы должны были быть на месте, а 3 октября им было приказано оставить по полкам «меньших» воевод, а самим вернуться в Москву. 
В 1636—1637 годах он находился на воеводстве в Чебоксарах. В 1638 году Пушкин служил вторым воеводой в Вязьме при князе Юрии Буйносове-Ростовском. В мае 1639 года он был назначен вторым воеводой при боярине князе Петре Александровиче Репнине в Переяславле-Рязанском. Воеводам было приказано быть «по местам», а не «по полкам». В том же году большие воеводы по царскому указу вернулись в Москву, оставив «меньших воевод» вместо себя. Пушкин, как «меньший» воевода, остался в Переяславле-Рязанском.
8 мая 1642 года во время ожидавшегося набега крымских татар стольник Пушкин был назначен вторым воеводой в Венёв при боярине князе Юрии Сицком, но уже 23 июля того же года был отпущен царём в Москву, так как «жены его не стало».
В мае 1643 года Василий Никитич Пушкин был назначен первым воеводой в Якутском остроге, где скончался в 1649 году.

## Семья и дети
Был дважды женат. Первым браком женился на Анне Григорьевне Ржевской (ум. 1642). Первый брак был бездетен. Вторично женился на Евдокии, фамилия и происхождение которой неизвестны. Дети от второго брака:
- Мария Васильевна Пушкина, жена с 1673 года князя Владимира Дмитриевича Долгорукова (ум. 1701).